# Dia:Beacon

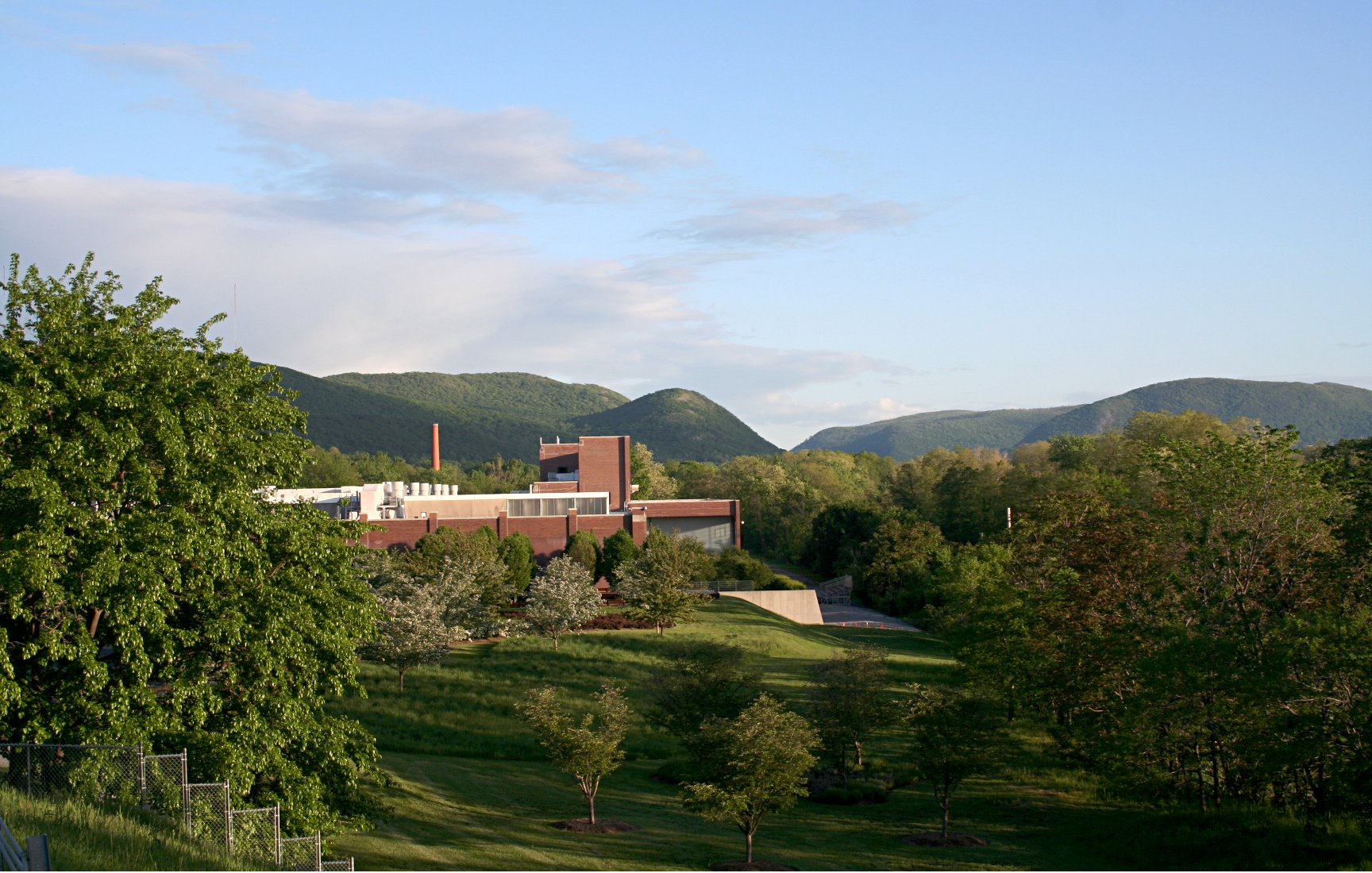
Außenansicht des Dia:Beacon-Museums

Dia:Beacon (auch als Riggio Galleries, National Biscuit Company Carton Making and Printing Plant, The Biscuit, Nabisco Carton Making and Printing Plant oder Dia Center for the Arts bekannt) ist ein Kunstmuseum am Hudson River in Beacon im US-Bundesstaat New York. Zu den dort neben wechselnden Ausstellungen dauerhaft von der Dia Art Foundation gezeigten Werken zeitgenössischer Kunst zählen Skulpturen von Richard Serra, Installationen von Joseph Beuys und Dan Flavin sowie Gemälde von Andy Warhol.
Das Museum ist in einem etwa 27.000 m² großen früheren Fabrikgebäude untergebracht, das 1929 durch die National Biscuit Company errichtet worden war und 1999 vom letzten Eigentümer International Paper als Schenkung an die Dia Art Foundation übergeben wurde. Als Vertreter der Industriearchitektur des frühen 20. Jahrhunderts wurde es in das National Register of Historic Places (das Nationale Verzeichnis der Historischen Stätten) aufgenommen. Nach Abschluss der Renovierungs- und Umbauarbeiten im Inneren des Gebäudes konnte das Museum Dia:Beacon im Mai 2003, etwa zwei Jahre später als ursprünglich geplant, eröffnet werden. In Anerkennung der finanziellen Unterstützung durch das Investorenehepaar Louise und Leonard Riggio trägt es den Beinamen Riggio Galleries.
Die Betreiber des etwa 90 km nördlich von New York City gelegenen, von dort auch per Bahn erreichbaren Museums hatten ursprünglich mit 50.000 bis 100.000 Besuchern pro Jahr gerechnet, konnten jedoch im ersten Halbjahr bereits 100.000 verbuchen. Bis Mai 2007 konnte Dia:Beacon nach eigenen Angaben 350.000 Eintrittskarten verkaufen.